# Tactical Support Wing
Escadre de soutien tactique

La Tactical Support Wing, ou TSW, est l'une des trois escadres aériennes  - et la seule formation d'avions tactiques - de la réserve aéronavale (US Naval Air Force Reserve) de la marine des États-Unis (United States Navy Reserve). Créée en le 31 mars 2007, elle a pour mission principale le soutien opérationnel et l'entrainement au combat des forces actives. Son état-major est implanté sur la Naval Air Station Fort Worth (Joint Reserve Base) (Texas), et elle est constituée de cinq escadrons et de cinq Squadron Augment Unit (SAU) répartis dans cinq autres États.
Contrairement aux formations qu'elles a remplacé - et notamment le Carrier Air Wing Reserve Twenty (CVWR-20) dissout le 31 mars 2007, dans le cadre du plan d'intégration de la réserve active (ARI) de la Marine, - sa mission principale n'est pas de remplacer une escadre aérienne embarquée à bord d'un porte-avions mais de participer à la préparation de celles qui vont être déployées en leur fournissant des adversaires lors des exercices et de renforcer les escadrons de transition opérationnelle (Fleet Replacement Squadrons ou FRS ) grâce à ses détachements permanents (Squadron Augment Units ou SAU) constitués de réservistes. 

## Missions
Soutenir les forces actives et participer aux programmes de formation, au soutien des exercices, aux opérations de lutte contre les stupéfiants, au soutien de la flotte et à la préparation du déploiement des forces.

### Les unités subordonnées
| Code                         | Insigne | Unité                          | Surnom         | Aéronef                                    | Base                                    |
| ---------------------------- | ------- | ------------------------------ | -------------- | ------------------------------------------ | --------------------------------------- |
| Escadrons                    |         |                                |                |                                            |                                         |
| VFC-12                       |         | Fighter Squadron Composite 12  | Fighting Omars | F/A-18E/F Super Hornet                     | Oceana (Virginie)                       |
| VFC-13                       |         | Fighter Squadron Composite 13  | Saints         | F-16C Fighting Falcon                      | NAS Fallon (Nevada)                     |
| VFC-111                      |         | Fighter Squadron Composite 111 | Sundowners     | F-5N/F Tiger II                            | NAS Key West (Floride)                  |
| VFC-204                      |         | Fighter Squadron Composite 204 | River Rattlers | F-5N/F Tiger II (en cours de rééquipement) | NAS New Orleans (Louisiane)             |
| VAQ-209                      |         | Electronic Attack Squadron 209 | Star Warriors  | EA-18G Growler                             | NAS Whidbey Island (Washington)         |
| Squadron Augment Units (SAU) |         |                                |                |                                            |                                         |
| VFA-106 SAU                  |         |                                |                | F/A-18E/F Super Hornet                     | NAS Oceana (Virginie)                   |
| VFA-122 SAU                  |         |                                |                | F/A-18E/F Super Hornet                     | NAS Lemoore (Californie)                |
| VFA-125 SAU                  |         |                                |                |                                            | NAS Lemoore (Californie)                |
| VFA-129 SAU                  |         |                                |                | EA-18G Growler                             | NAS Whidbey Island (État de Washington) |
| ACCW SAU                     |         |                                |                | E-2 Hawkeye                                | Naval Station Norfolk (Virginie)        |